# プリンセス☆マジックシリーズ
『プリンセス☆マジック』シリーズ　(英:Amber's Dressing-Up Dreams / Lily's Dressing-Up Dreams / Pearl's Dressing-Up Dreams )　はイギリスの作家ジェニー・オールドフィールドによって著された12巻のファンタジー小説シリーズである。
原作と日本語版では主人公の名前が違う。

## 登場人物
- ララ (Amber) - 第1巻から第4巻の主人公。魔法でシンデレラになる。スノーティアやルビーとは友達。
- スノーティア (Lily) - 第5巻から第8巻の主人公。魔法で白雪姫になる。ララやルビーとは友達。
- ルビー (Pearl) - 第9巻から第12巻の主人公。魔法で赤ずきんになる。ララやスノーティアとは友達。
- ガリーヌ 第1巻から第4巻に出てくる、シンデレラの姉。
- ボタン 第1巻から第4巻に出てくる。
- 王様 - 第5巻から第8巻に出てくる、白雪姫のパパ。
- ラブリン王子 第5巻から第8巻に出てくる。
- 七人の小人 第5巻から第8巻に出てくる。
- おきさき様 第5巻から第8巻に出てくる。
- ヒョロン
- ばあや -

## 作品リスト

### プリンセス☆マジック　(Amber's dressing-up dreams)
- 第1巻『プリンセス☆マジック　ある日とつぜん、シンデレラ！』 (Amber's dressing-up dreams The Satin Dress)
- 第2巻『プリンセス☆マジック　王子さまには恋しないっ！』 (Amber's dressing-up dreams The Diamond Tiara)
- 第3巻『プリンセス☆マジック　わたし、キケンなシンデレラ？』 (Amber's dressing-up dreams The Velvet Cloak)
- 第4巻『プリンセス☆マジック　おねがい！　魔法をとかないで！』 (Amber's dressing-up dreams The Glass Slippers)

### プリンセス☆マジック　ティア　(Lily's dressing-up dreams)
- 第5巻『プリンセス☆マジック　かがみの魔法で白雪姫！』 (Lily's dressing-up dreams The Silver Mirror)
- 第6巻『プリンセス☆マジック　白雪姫と七人の森の王子さま！』 (Lily's dressing-up dreams The Flowered Apron)
- 第7巻『プリンセス☆マジック　わたし、夢みる白雪姫！』 (Lily's dressing-up dreams The Pearly Comb)
- 第8巻『プリンセス☆マジック　白雪姫と世界一のなかま』 (Lily's dressing-up dreams The Lace Gown)

### プリンセス☆マジック　ルビー　(Pearl's dressing-up dreams)
- 第9巻『プリンセス☆マジック　まいごの森のおひめさま？』 (Pearl's dressing-up dreams The Red Cloak)
- 第10巻『プリンセス☆マジック　ひらいて！勇気のとびら』 (Pearl's dressing-up dreams The Party Frock)
- 第11巻『プリンセス☆マジック　アブナイ！？　森のピクニック』 (Pearl's dressing-up dreams The Picnic Basket)
- 第12巻『プリンセス☆マジック　赤ずきんは正義のみかた！』 (Pearl's dressing-up dreams The Frilly Nightdress)